# 拉納莎
拉納莎 （前四世紀人物），是西西里國王阿加托克利斯的女兒，她的母親可能是阿加托克利斯第二任妻子艾爾西亞（Alcia）。
前295年，阿加托克利斯把女兒拉納莎嫁給伊庇魯斯摩羅西亞國王皮洛士，阿加托克利斯甚至自己率領艦隊護送女兒到伊庇魯斯去，且把克基拉島作為拉納莎的嫁妝送去。拉納莎和皮洛士生下兩個兒子亞歷山大二世、赫勒諾斯，但拉納莎無法接受一夫多妻，無法接受皮洛士再娶其他妻子，她離開皮洛士，回到她的領地克基拉島。前291年，拉納莎向馬其頓國王德米特里一世提議結婚，並願把克基拉島作為嫁妝。德米特里欣然同意，並親自前往克基拉島迎娶拉納莎，也占領了該島。
而拉納莎的丈夫皮洛士，在阿加托克利斯於前289年逝世後，宣稱自己有權繼承西西里國王的頭銜，在此基礎下，前279年敘拉古人向皮洛士求援對抗迦太基人。

## 註腳
1. ↑  西西里的狄奧多羅斯, 《歷史叢書》 21.4; 普魯塔克, Pyrrhus 9
2. ↑  狄奧多羅斯, 《歷史叢書》  22.8.2; 普魯塔克, Pyrrhus 9
3. ↑  普魯塔克, Pyrrhus 10
4. ↑  狄奧多羅斯, 《歷史叢書》 22.8.2